# KJ-2000
KJ-2000 (NATO oznaka: Mainring) je kitajsko letalo za zgodnje opozarjanje in komandni center. Platforma za leteči radar je predelan Iljušin Il-76. 
KJ-2000 je opremljen z AESA radarjem, ki so ga zasnovali v inštitutu v Nankingu. 

## Specifikacije
Vir:
- Največja hitrost: 850 km/h
- Največji dolet: 5500 km
- Največji čas leta: 12 ur
- Vzletna teža: 175 ton
- Doseg radarja za tarče velikosti lovca: 470 km
- Doseg radarja za balistične rakete: 1200 km
- Največje število tarč, ki jim lahko hkrati sledi: 100